# Eduard Stolzenburg
Friedrich Eduard Stolzenburg (* 13. September 1853 in Neukünkendorf; † 30. April 1924 in Mölln) war ein preußischer Generalleutnant.

## Leben

### Familie
Eduard war ein Sohn des Rentiers in Thorn Martin Stolzenburg († 1885) und der Wilhelmine, geborene Ginolas († 1882). Er vermählte sich 1891 in Mölln mit Anna Elise Maria Dührssen (1868–1847), Tochter des Amtsgerichtsrat und Heimatforschers Walther Eugenius Dührssen (1837–1914).

### Werdegang
Stolzenburg besuchte Gymnasien in Potsdam und Bromberg. 1872 trat er in die 1. reitende Batterie des Feldartillerie-Regiment Nr. 6, der preußischen Armee ein. Er avancierte 1873 zum Unteroffizier im Feldartillerie-Regiment Nr. 21, sowie zum Protepeefähnrich. Seit 1874 außeretatmäßiger Sekondeleutnant wurde er von 1876 bis 1877 zum Artillerie- und Ingenieurschule kommandiert. Anschließend, jedoch noch in 1877 wurde er Adjutant der II. Abteilung und Artillerieoffizier, dann von 1879 bis 1883 Regimentsadjutant. Seine Beförderung zu Premierleutnant erfolgte 1884, ebenso seine Stellung à la suite des Regiments und als Adjutant der 6. Feldartillerie-Brigade. Nachdem er 1888 von diesem Kommando bei gleichzeitigem Wechsel zum Feldartillerie-Regiment Nr. 24 entbunden wurde, stieg er 1889 zum Hauptmann und Batteriechef auf. 1893 wurde er Lehrer an der Feldartillerieschießschule und erhielt 1898 den Charakter als Major. Ebenfalls im Jahr 1898 wurde er Abteilungskommandeur an der Feldartillerieschießschule und trat, nachdem er 1899 sein Patent zum Major erhalten hatte, 1903 zum Stab der Schule über. Sein Patent zum Major hat er bereits 1899 erhalten. 1904 war er Kommandeur des Feldartillerie-Regiments Nr. 46. Seine Beförderung zum Oberstleutnant erfolgte 1905, die zum Oberst 1908. Stolzenburg wurde 1910 erst mit der Führung der 30. Feldartillerie-Brigade beauftragt, dann ebd. Kommandeur. Den Kronen-Orden II. Klasse hat man ihm 1911 verliehen. 1912 avancierte er zum Generalmajor und wurde 1913 mit Pension unter Verleihung des Roten Adlerorden II. Klasse mit Eichenlaub zur Disposition gestellt.
Im Weltkrieg wurde er 1914 zunächst als Inspektor der Ersatzabteilungen der Feldartillerie des XV. Armee-Korps reaktiviert. 1915 wurde er Kommandeur des Feldartillerie-Regiments Nr. 96 und 1916 Kommandeur der 59. Feldartillerie-Brigade. Ebenfalls 1916 stieg er zum Generalleutnant auf und wurde 1917 Artilleriekommandeur Nr. 59. Er nahm an den Stellungskämpfen an der Beresina, bei Olschanka, Krewljanka und vor Riga teil. 1917 wurde seine Mobilmachungsbestimmung aufgehoben.